# HD 120987
HD 120987 är en dubbelstjärna belägen i den norra delen av stjärnbilden Kentauren som också har Bayer-beteckningen y Centauri. Den har en kombinerad skenbar magnitud av ca 5,57 och är svagt synlig för blotta ögat där ljusföroreningar ej förekommer. Baserat på parallaxmätning inom Hipparcosuppdraget på ca 19,1 mas, beräknas den befinna sig på ett avstånd på ca 170 ljusår (ca 52 parsek) från solen. Den rör sig närmare solen med en heliocentrisk radialhastighet på ca -8 km/s.

## Egenskaper
Primärstjärnan HD 120987 A är en gul till vit stjärna i huvudserien av spektralklass F0 V. Den har en massa som är ca 1,6 solmassor, en radie som är ca 3 solradier och har ca 14 gånger solens utstrålning av energi från dess fotosfär vid en effektiv temperatur av ca 6 500 K.
Dubbelstjärnan HD 120987 består av två liknande stjärnor i huvudserien med spektralklass F0 V respektive F1V. De två kretsar kring varandra med en omloppsperiod av 373 år separerade med 1 519 bågsekunder i en mycket excentrisk bana.